# Fruhstorferia javana
Fruhstorferia javana är en skalbaggsart som beskrevs av Hermann Julius Kolbe 1894. Fruhstorferia javana ingår i släktet Fruhstorferia och familjen Rutelidae. Inga underarter finns listade i Catalogue of Life.